# Дорошенко, Дорофей Михайлович
Дорофе́й Миха́йлович Дороше́нко (укр. Дорофій Михайлович Дорошенко; ? — после 1650 года) — военный и политический деятель Войска Запорожского, казацкий полковник, наказной гетман Войска Запорожского в 1633 году.

## Биография
Данные о дате и месте рождения Дорофея Дорошенко отсутствуют.
C 1650 года — полковник казацкого войска.
Сын гетмана Войска Запорожского — Михаила Дорошенко.
Отец 5 сыновей Дорошенко, трое из которых гетманы:
- Петра — гетман Правобережной Украины (1665—1676);
- Андрея — наказной гетман (1674);
- Григория — наказной гетман (1668).
- Степан -жил и умер в Чигирине
- игумен Антоний - первый игумен Чигиринского монастыря

Учитывая заслуги отца — Михаила Дорошенко — король Ян-Казимир дал Дорофею гетманскую власть.
Дальнейшие сведения о Дорошенко отсутствуют.